# Il Gorilla Lilla
Il Gorilla Lilla (The Great Grape Ape Show) è una serie televisiva d'animazione statunitense del 1975 diretta da Charles A. Nichols e prodotta dalla Hanna-Barbera Productions. Andò in onda originariamente sulla ABC dal 6 settembre al 13 dicembre 1975 (per un totale di 16 episodi) come parte del contenitore Tom & Jerry/Grape Ape Show, in cui ogni puntata era composta da tre segmenti della serie The Tom & Jerry Show alternati con due segmenti de Il Gorilla Lilla. La serie è incentrata sulle avventure del personaggio del titolo, un enorme gorilla color lilla (doppiato da Bob Holt), e del suo amico bracchetto Beegle Beagle (doppiato da Marty Ingels). I due viaggiano per la campagna con il furgoncino giallo di Beegle (il Gorilla Lilla è costretto a stare sul tettuccio). Sebbene le dimensioni del Gorilla Lilla inizialmente terrorizzino chiunque, il primate è buono e ingenuo; per manifestare approvazione per le parole di qualcuno è solito ripetere due volte il proprio nome, e chiama il suo compagno "Beegly Beagly".
Il Gorilla Lilla è apparso successivamente nella serie L'olimpiade della risata come membro della squadra degli Yogi Yahooeys, oltre a fare dei cammei in altre serie animate.

## Episodi
| nº | Titolo originale                                         | Titolo italiano              | Prima TV USA      | Prima TV Italia |
| -- | -------------------------------------------------------- | ---------------------------- | ----------------- | --------------- |
| 1  | That Was No Idol, That Was My Ape                        | L'idolo dell'isola           | 6 settembre 1975  | 20 marzo 1977   |
| 1  | The All-American Ape                                     | Il campionissimo             | 6 settembre 1975  | 20 marzo 1977   |
| 2  | Movie Madness                                            | Un film d'azione             | 13 settembre 1975 | 13 marzo 1977   |
| 2  | Trouble at Bad Rock                                      | Sceriffo cercasi             | 13 settembre 1975 | 13 marzo 1977   |
| 3  | Flying Saucery                                           | Il disco volante             | 20 settembre 1975 | 10 aprile 1977  |
| 3  | There's No Feud Like an Old Feud                         | L'irriducibile contesa       | 20 settembre 1975 | 10 aprile 1977  |
| 4  | The Grape Race                                           | Gran premio                  | 27 settembre 1975 | 17 aprile 1977  |
| 4  | The Big Parade                                           | La grande parata             | 27 settembre 1975 | 17 aprile 1977  |
| 5  | A Knight to Remember                                     | La macchina del tempo        | 4 ottobre 1975    | 8 maggio 1977   |
| 5  | S.P.L.A.T.                                               | La gang degli animali        | 4 ottobre 1975    | 8 maggio 1977   |
| 6  | G.I. Ape                                                 | Arruolamento involontario    | 11 ottobre 1975   | 5 giugno 1977   |
| 6  | The Purple Avenger                                       | Ritorna il vendicatore       | 11 ottobre 1975   | 5 giugno 1977   |
| 7  | Grapefinger                                              | Operazione grappolo d'uva    | 18 ottobre 1975   | 15 maggio 1977  |
| 7  | Return to Balaboomba                                     | La famiglia Lilla            | 18 ottobre 1975   | 15 maggio 1977  |
| 8  | Amazon Ape                                               | La città perduta             | 25 ottobre 1975   | 3 aprile 1977   |
| 8  | Grape Marks the Spot                                     | Alla ricerca di un tesoro    | 25 ottobre 1975   | 3 aprile 1977   |
| 9  | The Invisible Ape                                        | La saponetta portentosa      | 1º novembre 1975  | 27 marzo 1977   |
| 9  | Public Grape No. 1                                       | Il ladro di monumenti        | 1º novembre 1975  | 27 marzo 1977   |
| 10 | The Incredible Shrinking Grape                           | Mini Grape Ape               | 8 novembre 1975   | 1º maggio 1977  |
| 10 | What's a Nice Prince Like You Doing in a Duck Like That? | Il principe anatra           | 8 novembre 1975   | 1º maggio 1977  |
| 11 | Who's New at the Zoo                                     | In famiglia                  | 15 novembre 1975  | 24 aprile 1977  |
| 11 | The Indian Grape Call                                    | Dalla parte dei deboli       | 15 novembre 1975  | 24 aprile 1977  |
| 12 | A Grape Is Born                                          | Un divo mancato              | 22 novembre 1975  | 22 maggio 1977  |
| 12 | The First Grape in Space                                 | Un gorilla nello spazio      | 22 novembre 1975  | 22 maggio 1977  |
| 13 | S.P.L.A.T.'s Back Part 1                                 | La diabolica gallina         | 27 novembre 1975  | 12 giugno 1977  |
| 13 | S.P.L.A.T.'s Back Part 1                                 | Riusciranno i nostri eroi... | 27 novembre 1975  | 12 giugno 1977  |
| 14 | To Sleep or Not to Sleep                                 | L'acrobata sonnambulo        | 29 novembre 1975  | 19 giugno 1977  |
| 14 | Olympic Grape                                            | Il super atleta              | 29 novembre 1975  | 19 giugno 1977  |
| 15 | Ali Beagle and the 40 Grapes                             | La lampada del visir         | 6 dicembre 1975   | 26 giugno 1977  |
| 15 | Grape Five-O                                             | L'enigma delle isole         | 6 dicembre 1975   | 26 giugno 1977  |
| 16 | The Purple Avenger Strikes Again                         | Il vendicatore lilla         | 13 dicembre 1975  | 29 maggio 1977  |
| 16 | The Grape Connection                                     | La trappola non scattò       | 13 dicembre 1975  | 29 maggio 1977  |